# 天堂动物园
天堂动物园（Pairi Daiza，法語發音：[pɛʁi daiza]；原名Paradisio）是一座私人拥有的动物园和植物园，位于比利时埃諾省布吕热莱特。这座75-公頃（190-英畝）的大型动物主题公园坐落在原熙笃会卡姆布朗修道院旧址上，拥有超过7000只动物。该名称来源于阿維斯陀語pairi daēza，也是波斯语paradise一词的源头。
天堂动物园由Pairi Daiza Belgium SA经营和管理，该有限公司于2016年5月23日前在布鲁塞尔证券交易所上市（代码：PARD）。2015年被评为法语区年度企业。天堂动物园也多次被评为欧洲最佳动物园。它是歐洲動物園和水族館協會（EAZA）的成员，参与欧洲濒危物种计划（EEP）。

## 历史

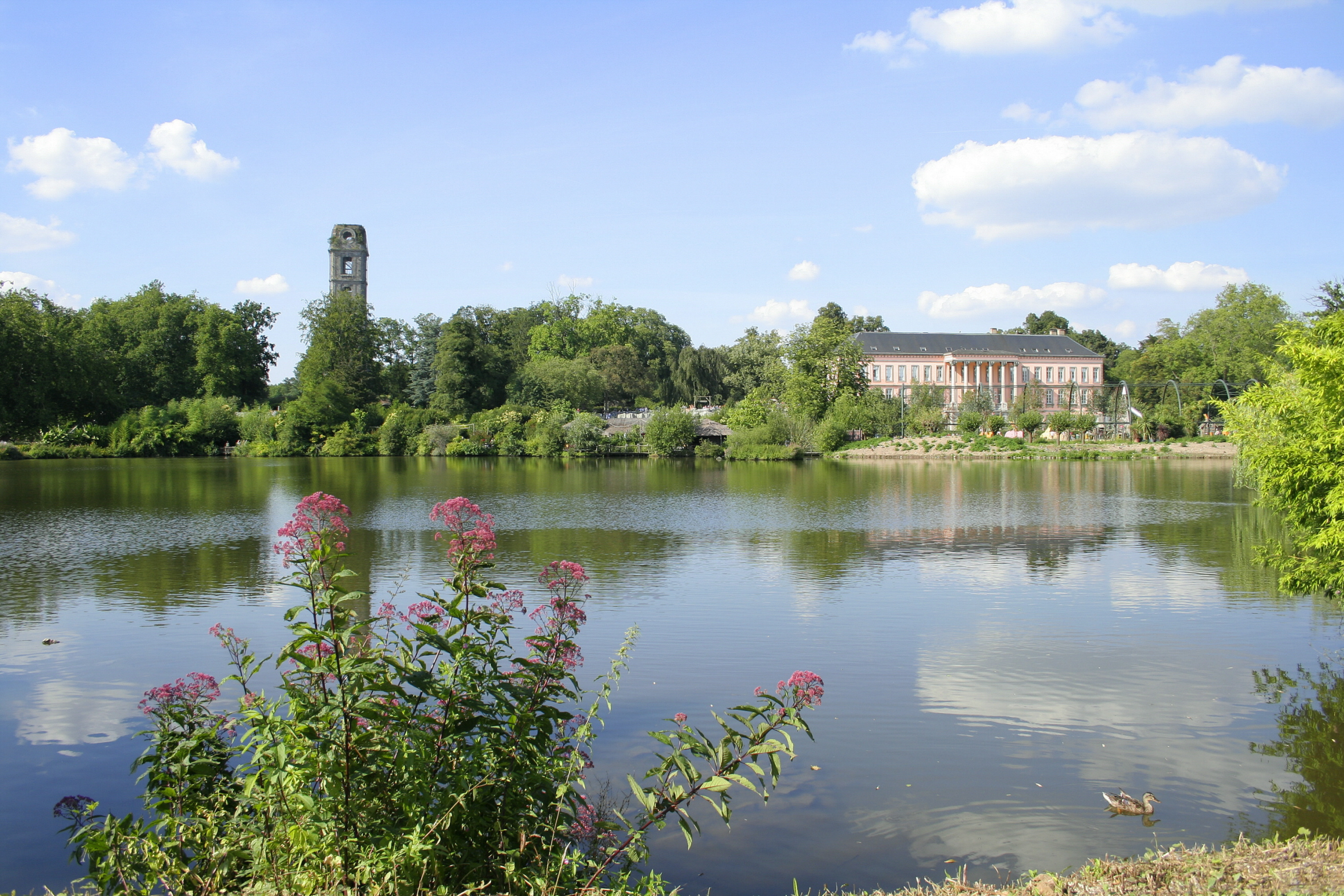
修道院塔楼与Château Beaulieu

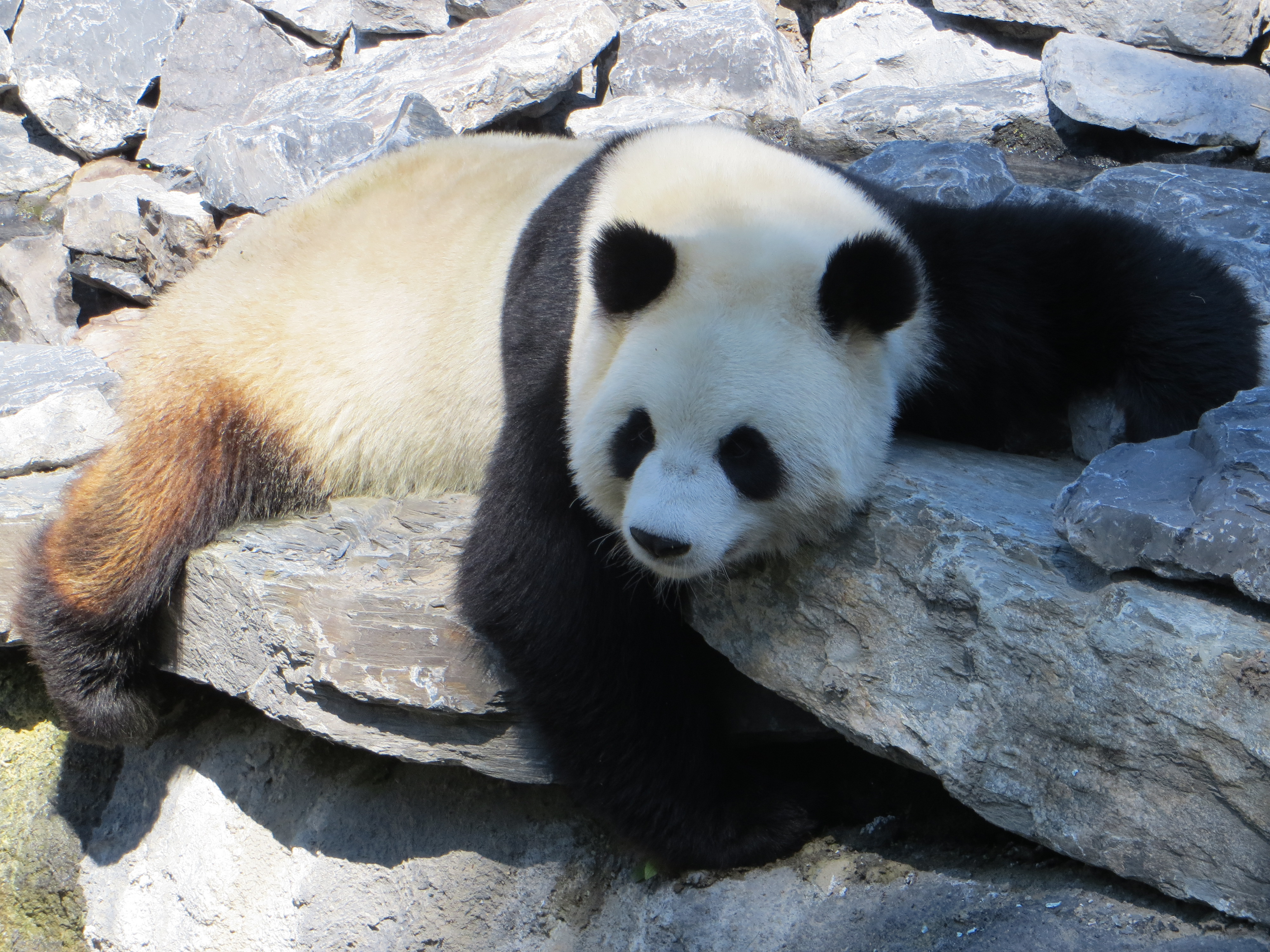
天堂动物园的大熊猫

1148年，克莱沃修道院院长伯纳德（后来为伯爾納鐸）应特拉泽尼耶的安塞尔姆邀请，派遣了12名熙笃会修士前往康布龙，当时安塞尔姆在登德尔河畔为他们提供了土地。修道院解散后，瓦勒博利约伯爵（Val de Beaulieu）家族购买了该地产并建造了一座城堡，该城堡一直由该家族持有，直到被创办该公园的多姆（Domb）家族收购。该地自1982年以来一直为保护区。
1993年该动物园以鸟类乐园Paradisio的形式开放。到2000年，动物园新增了绿洲，一个大型温室，里面饲养了包括狐獴、水獺和短吻鱷等动物。2001年，动物园开设了鹦鹉螺（水族馆）、马迪迪群岛（松鼠猴）和科姆巴岛（狐猴），2002年又推出了阿尔戈阿湾（棕海豹）。
2004年，动物园建造了一系列吊桥，游客可以从空中俯瞰展区。“汉武帝之梦”（Dream of Han Wu Di）于2006年开放，是欧洲最大的中国园林。2007年开设了一系列展示猛禽的鸟舍。
2009年，动物园开放了占地4-公頃（9.9-英畝）的“象头神王国”（Kingdom of Ganesha），一个印度尼西亚主题花园。同年，它将名称更改为天堂动物园（Pairi Daiza），一词最早意为“有墙围护的花园”或“围墙果园”。自2014年4月起，天堂动物园开始饲养一对从中国借来的大熊猫，租期15年。大熊猫是天堂动物园的标志性物种。自2014年4月5日起，“星徽”和“好好”定居于中国园林。2016年，好好产下一只雄性幼崽，取名“天宝”，截至2019年已拥有独立的栖息地。 2019年8月，好好生下一对双胞胎“宝弟”和“宝妹”，2019–2024年期间，天堂动物园共有五只大熊猫。 2024年秋，这三只在比利时出生的大熊猫将被送往中国，加入国家育种项目。

## 展览动物
阿尔戈阿湾 (Algoa Bay)

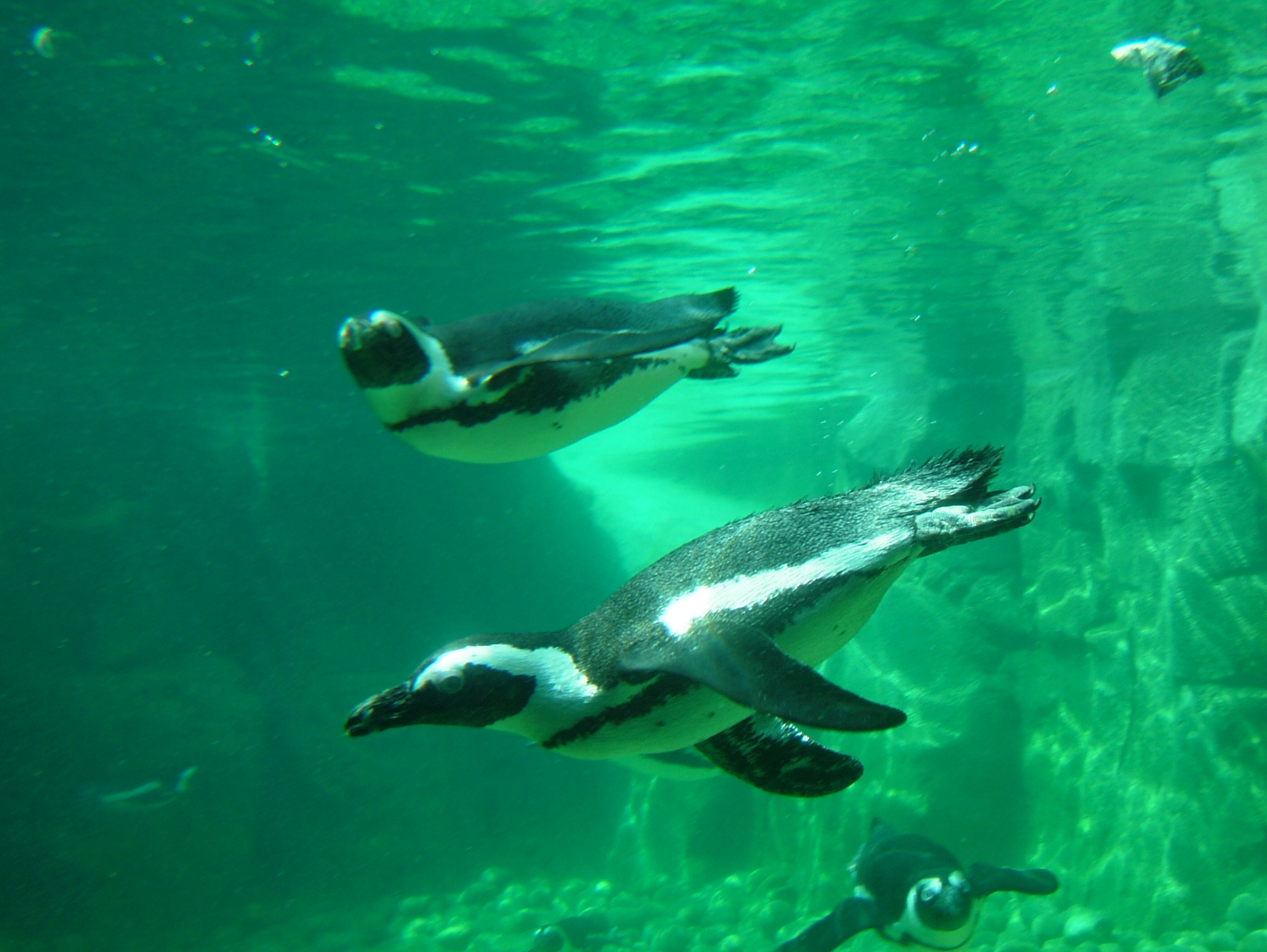
动物园湾里的企鹅

阿尔戈阿湾是本园港海豹和企鹅的家园。游客可以在水面上方观看这些动物，或者在水下观景区与展区中的居民面对面观察。
鹦鹉螺（The Nautilus）
鹦鹉螺是一处以《海底两万里》为主题的展区，其中包括珊瑚礁、泻湖和热带水域，饲养着海膽、海星、海葵、螃蟹和水母。游客可以触摸魟鱼，并可观赏到鲨鱼、海鳗和海龟。
圆顶鸟舍 (The Cathedral Aviary)
作为欧洲最大的鸟舍之一，该展区饲养着包括朱鹭、美洲紅鸛、牛背鷺、錘頭鸛、鹳和鹫珠鸡等鸟类。

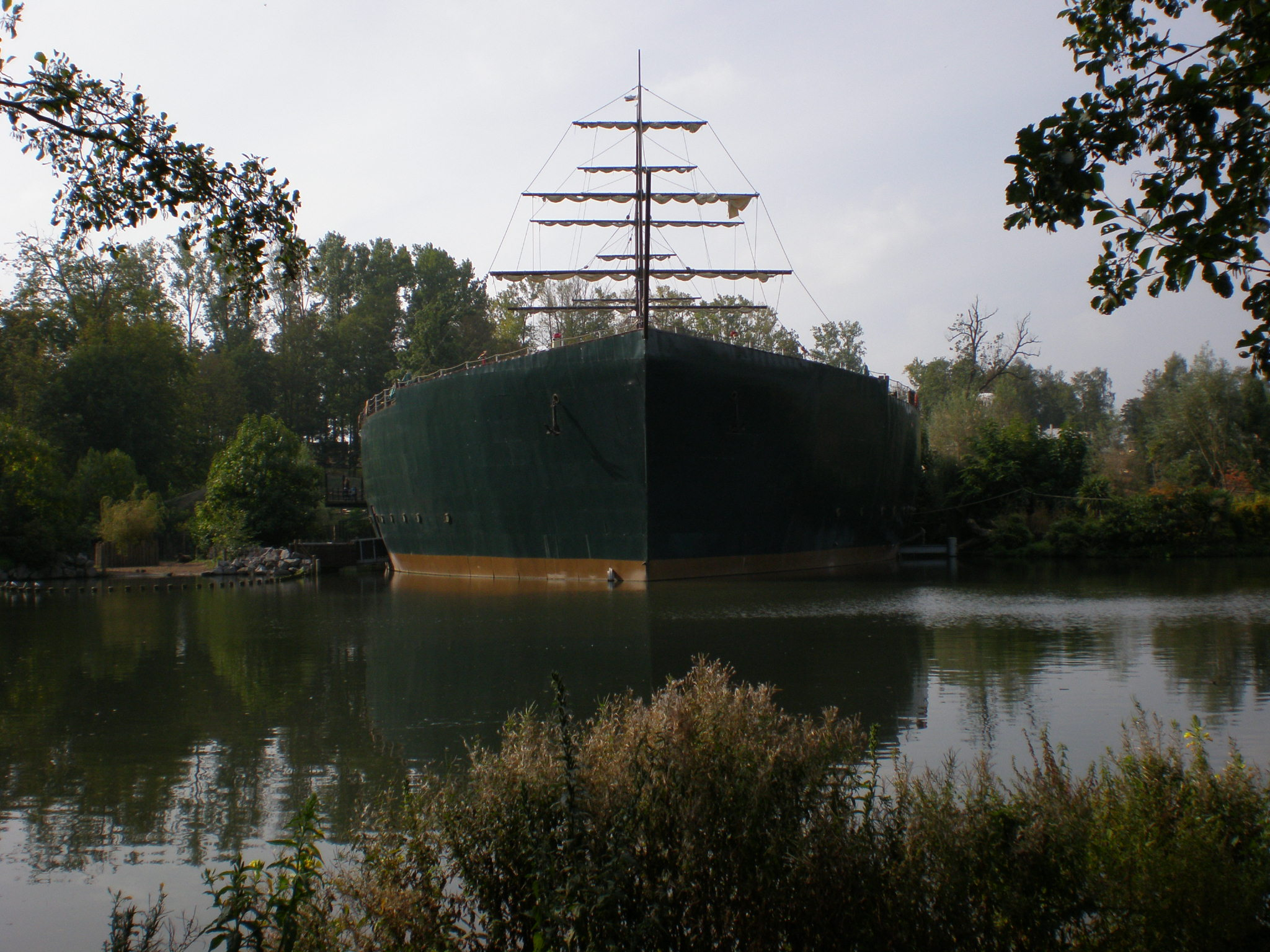
梅苏斯·埃默戈号

梅苏斯·埃默戈号（Mersus Emergo）
梅苏斯·埃默戈号展区是对1870年至1914年间使用的英国捕鲸船Mersus Emergo的复刻。该展区于2003年开放，其中包括与世界野生动物基金会合作打造的“SOS 生物多样性”展览，展示了当前地球面临的威胁以及游客可以采取的行动来减少这些威胁。 “船体”内部亦设有动物救助中心，用于收容因原主人无法继续饲养而被托付或遗弃的蟒蛇、蚺蛇、鬣蜥、龟和短吻鱷。展区周围的湖泊和小岛则是鲸头鹳的家园。
绿洲（The Oasis）
这座7,000-平方（75,000-平方英尺）的温室设有瀑布，种植着竹子、藤本植物、香蕉树和木槿等热带植物，饲养着巨嘴鳥、袋猫、侏獴、犀鸟以及南秃鹮。
猎鹰村（Falconry Village）
猎鹰村于2007年开放。该区有多座大型猛禽鸟舍，饲养着白頭海鵰、虎头海雕、非洲鱼鹰、安第斯神鹫、鸢、蛇鷲、雕鸮以及多种巨隼和秃鹫。此外，该区还设有水豚、大食蟻獸和南美貘的围栏。
热带植物区（Tropicalia）
亚热带温室，包括热带雨林区和沙漠区。除设有絨頂檉柳猴、大巨嘴鳥和亞達伯拉象龜的展舍外，还有许多自由活动的鸟类，包括斑石鸻、紫胸佛法僧、长脚雉鸻、日鳽和褐头翡翠。
寒地之境（La Terre du Froid）
该18-公頃（44-英畝）区域不仅设有驯鹿、北方浣熊和美洲野牛的围栏，还设有俄式主题餐厅、火车博物馆和水上飞机机库。

## 花园
中国园林（Chinese Garden）
中国园林，又称“汉武帝之梦”，自2006年开放以来一直是欧洲最大的中国园林。园内除中国风格的建筑、瀑布、假山和植物外，还饲养着鹤、小熊貓和麂。

中国园林全景

象头神王国（Kingdom of Ganesha）

占地4-公頃（9.9-英畝）的象头神王国，于2009年开放，是欧洲最大的印度尼西亚群岛风格园林，尤其重现了巴厘岛的植物景观和氛围。其藏品包括Pura Agung Shanti Buwana的巴厘島寺廟、東努沙登加拉和托拉查的传统房屋，以及婆羅浮屠和普兰巴南寺庙的微型复制品。2009年8月，印度尼西亚政府派出一对蘇門答臘象前来增添印尼园风采，这是印尼首次在欧洲开展的濒危动物繁育借调项目。

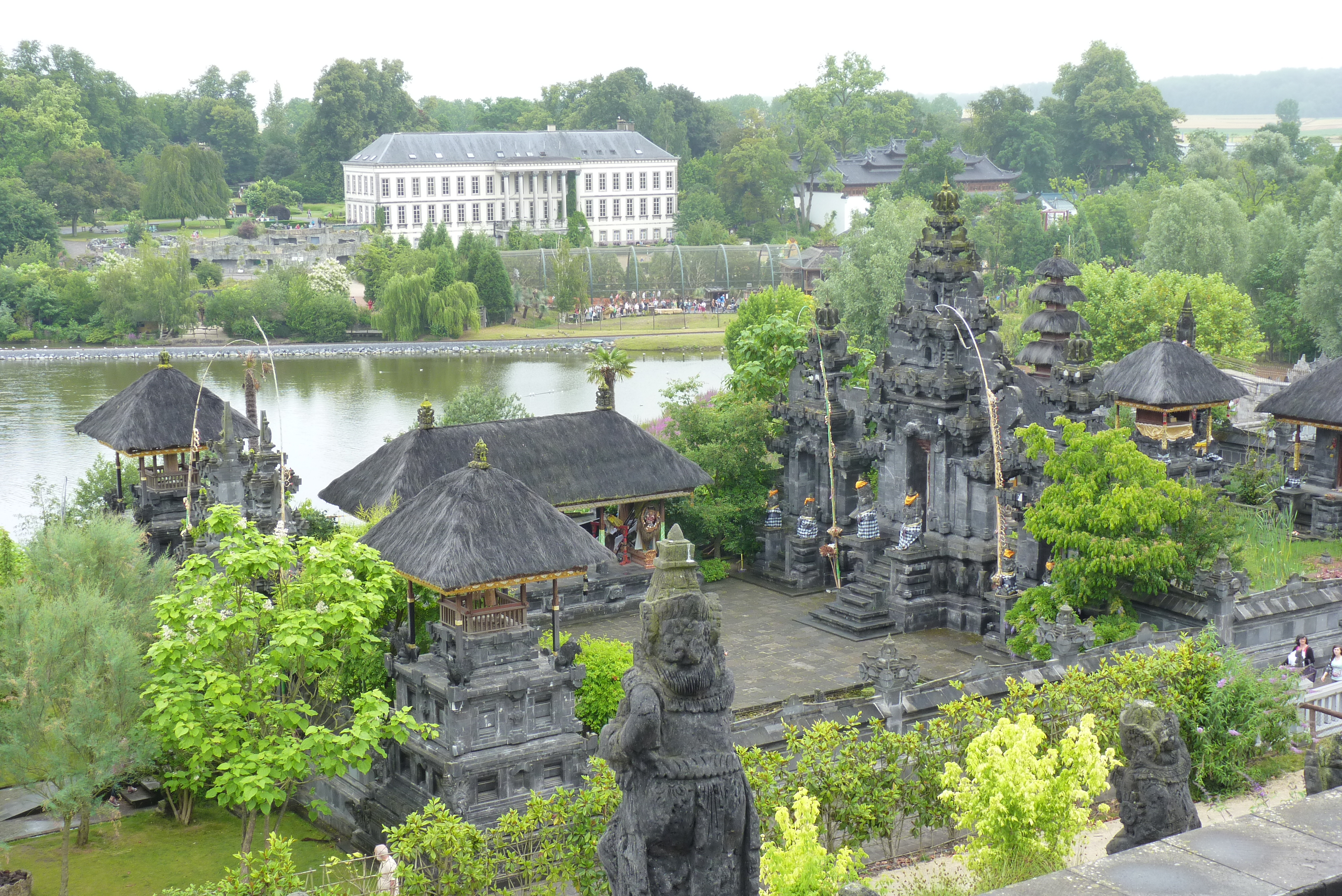
象头神王国
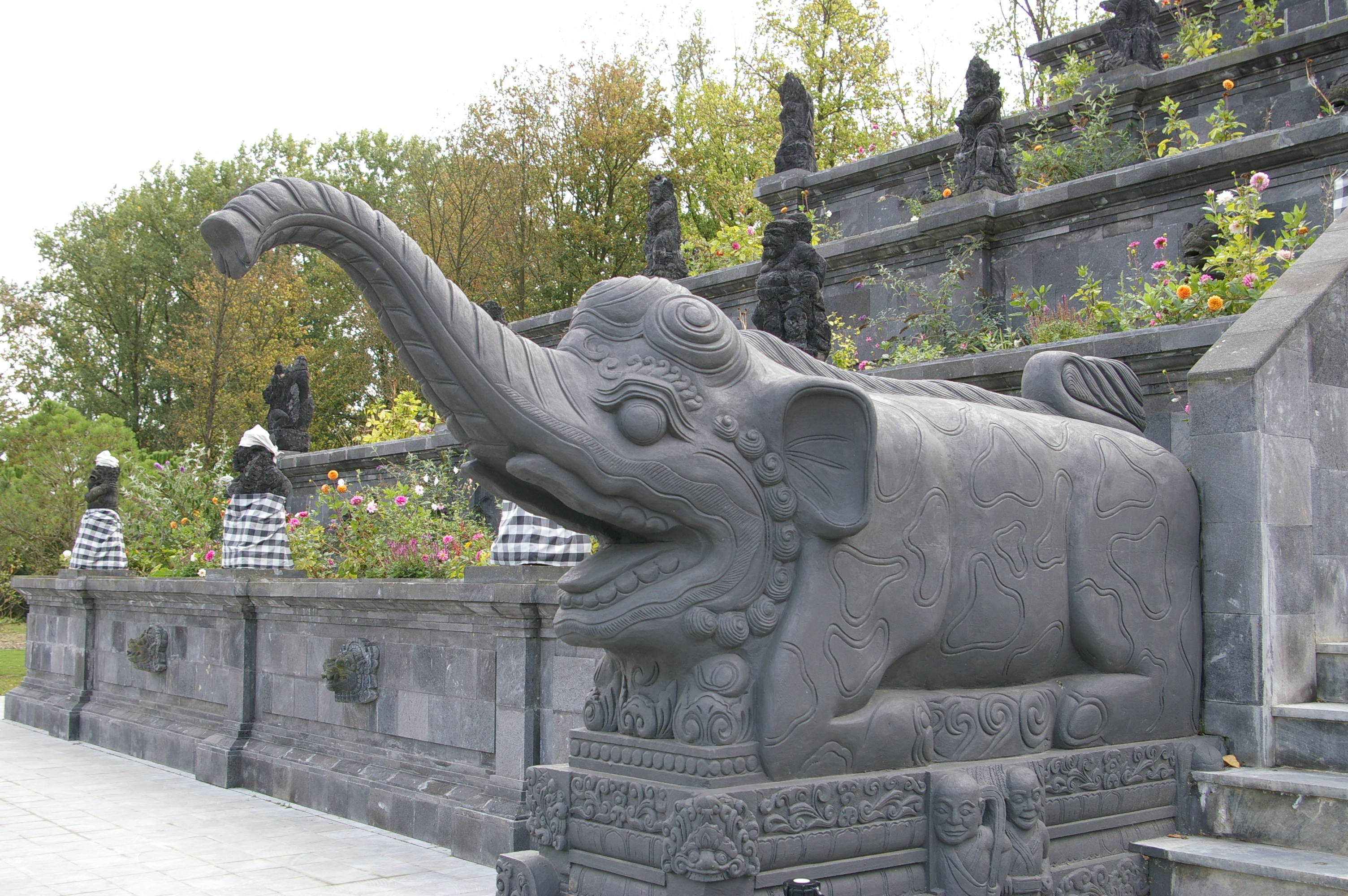
公园里的印尼寺庙
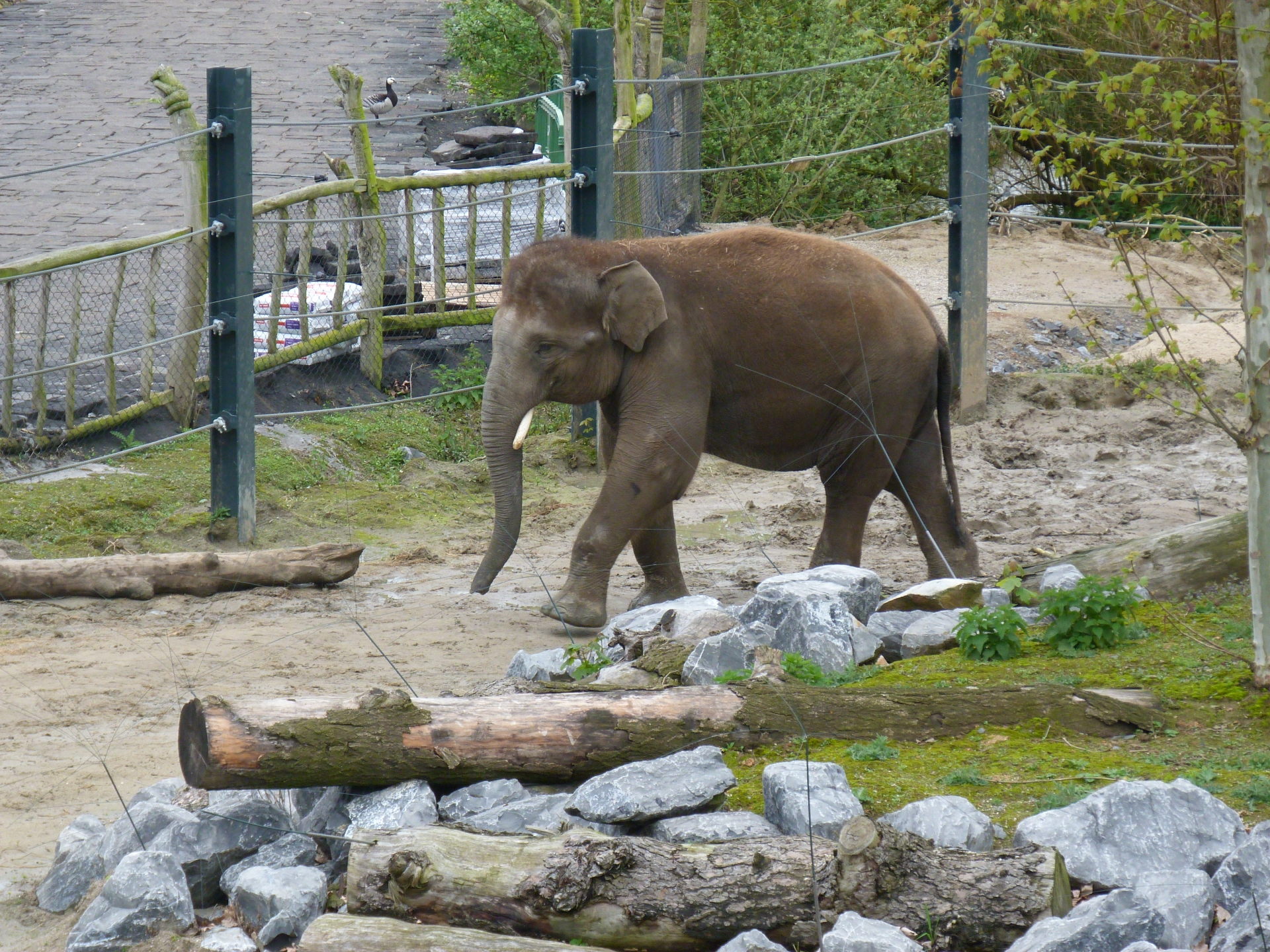
天堂动物园的大象

玫瑰园（Rose garden）
该玫瑰園于2004年建立，拥有来自世界各地的700多种玫瑰，包括灌木月季、蔷薇、藤本月季和攀缘月季。
安达卢西亚花园（Andalusian garden）
该花园位于公园入口附近，灵感来源于摩尔庭院和西班牙宫殿。园内种植了蕨类植物、榕屬、柿子和合欢树，并布置了多个池塘和喷泉。
橄榄园（Olive garden）
该园原为根特花卉展的一部分，现收藏了各种橄榄、榕屬、栓皮栎，以及一大片吸引蝴蝶的薰衣草。

## 画廊

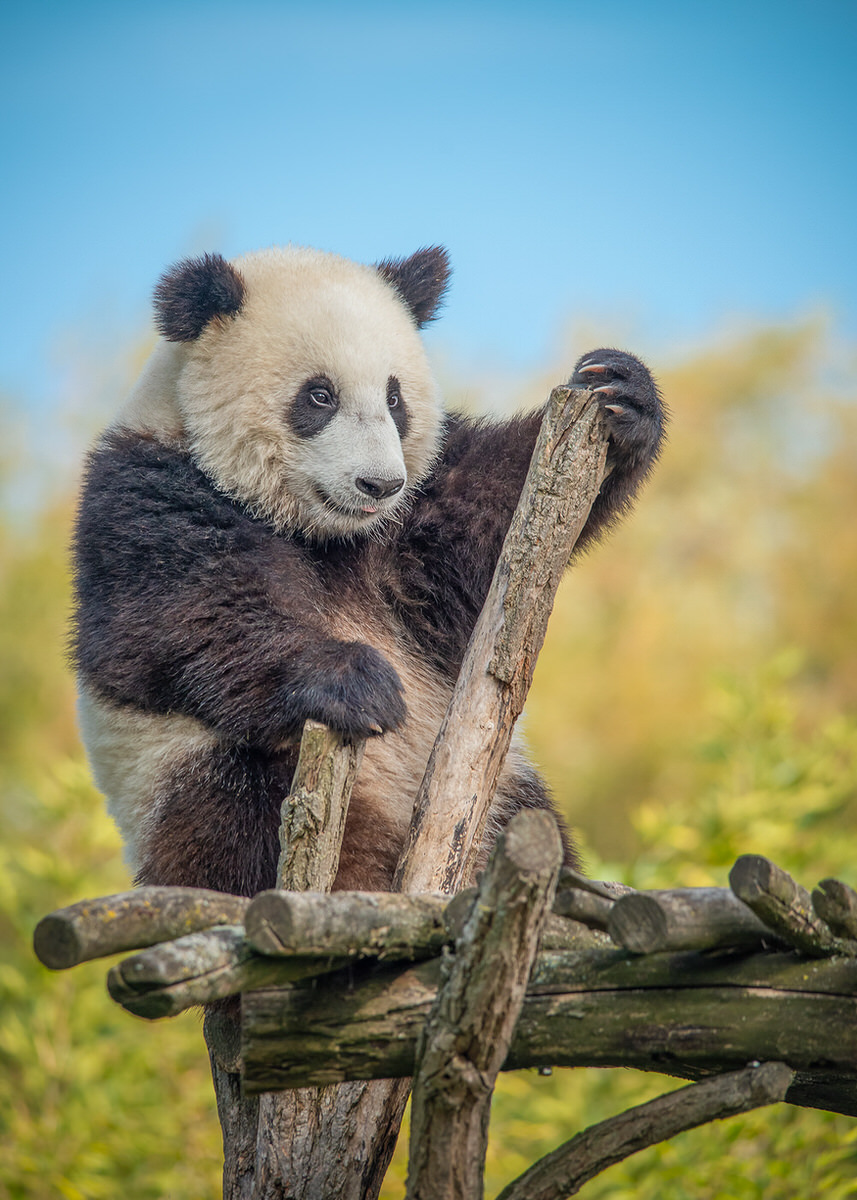
小的大熊猫
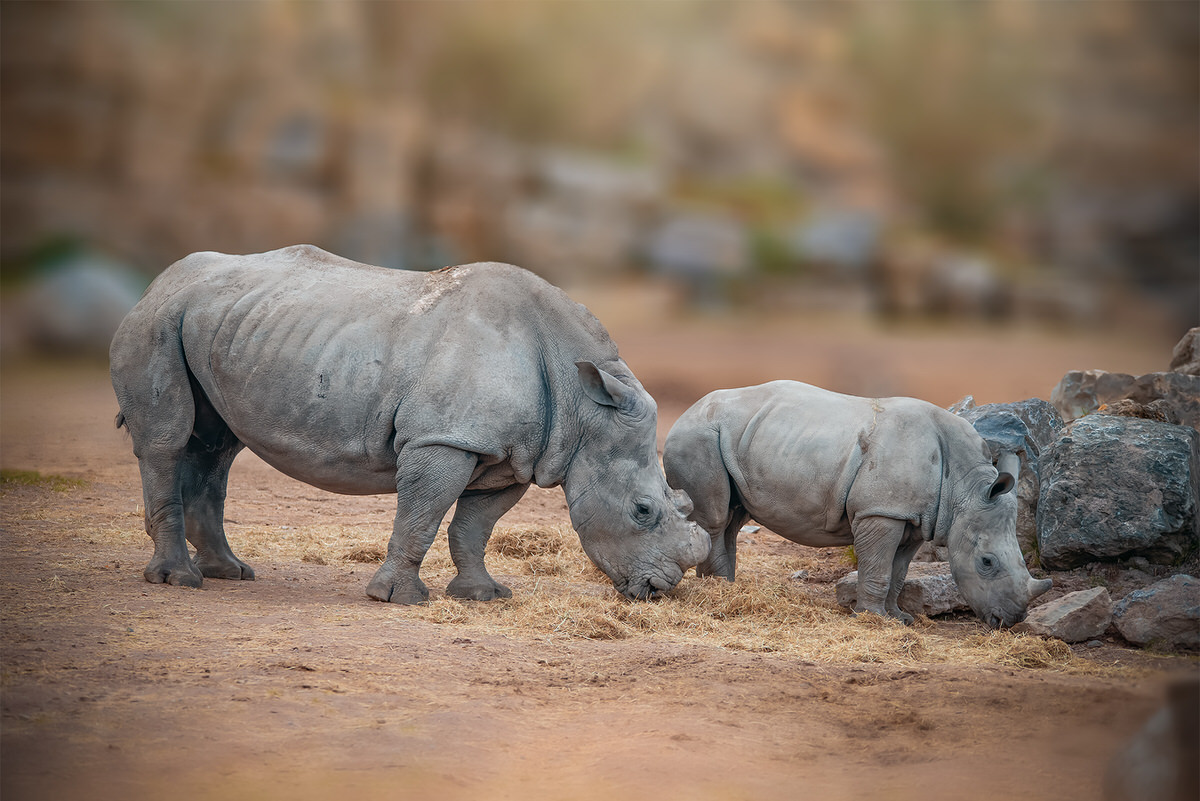
犀牛
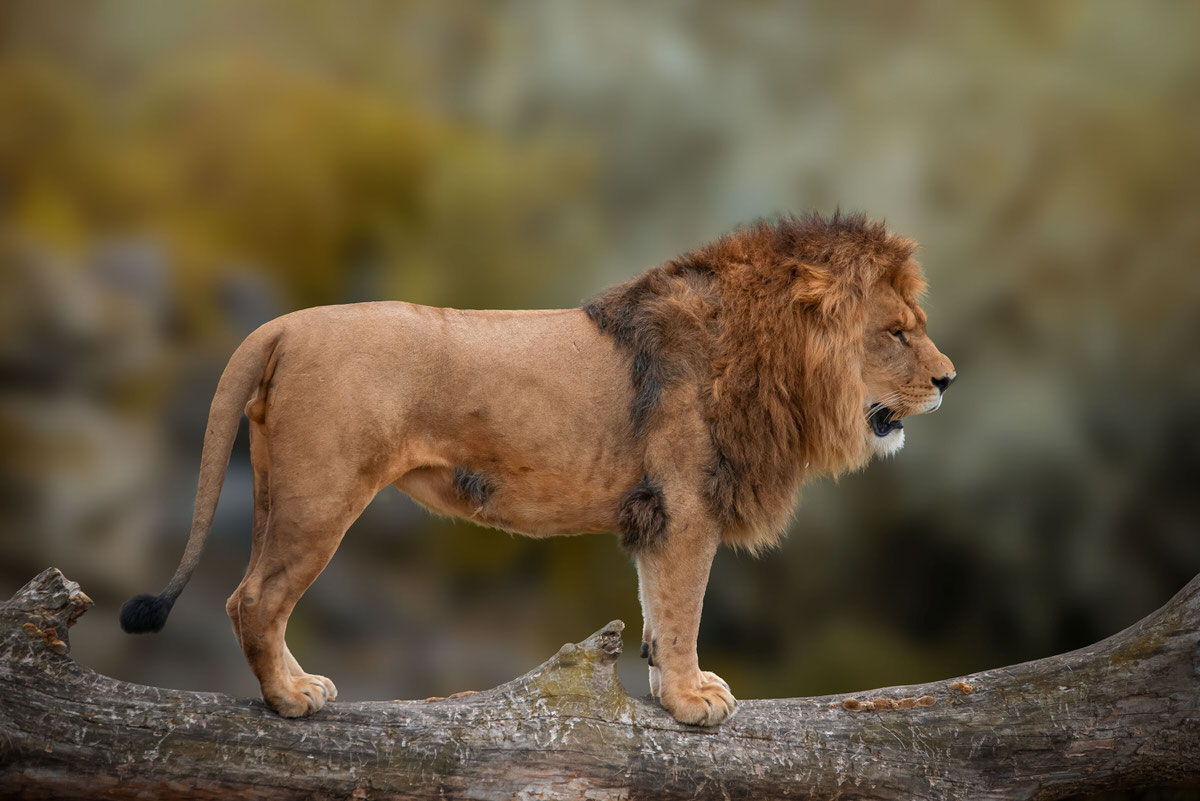
狮子
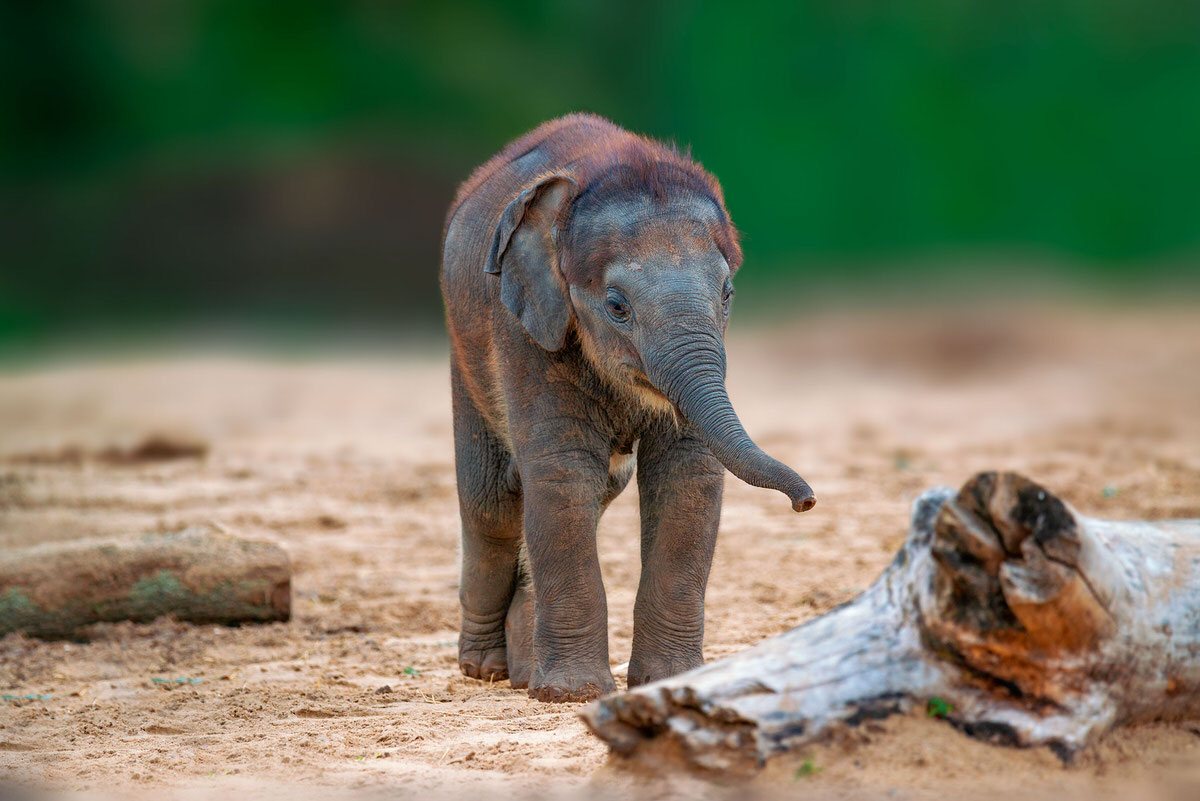
小象
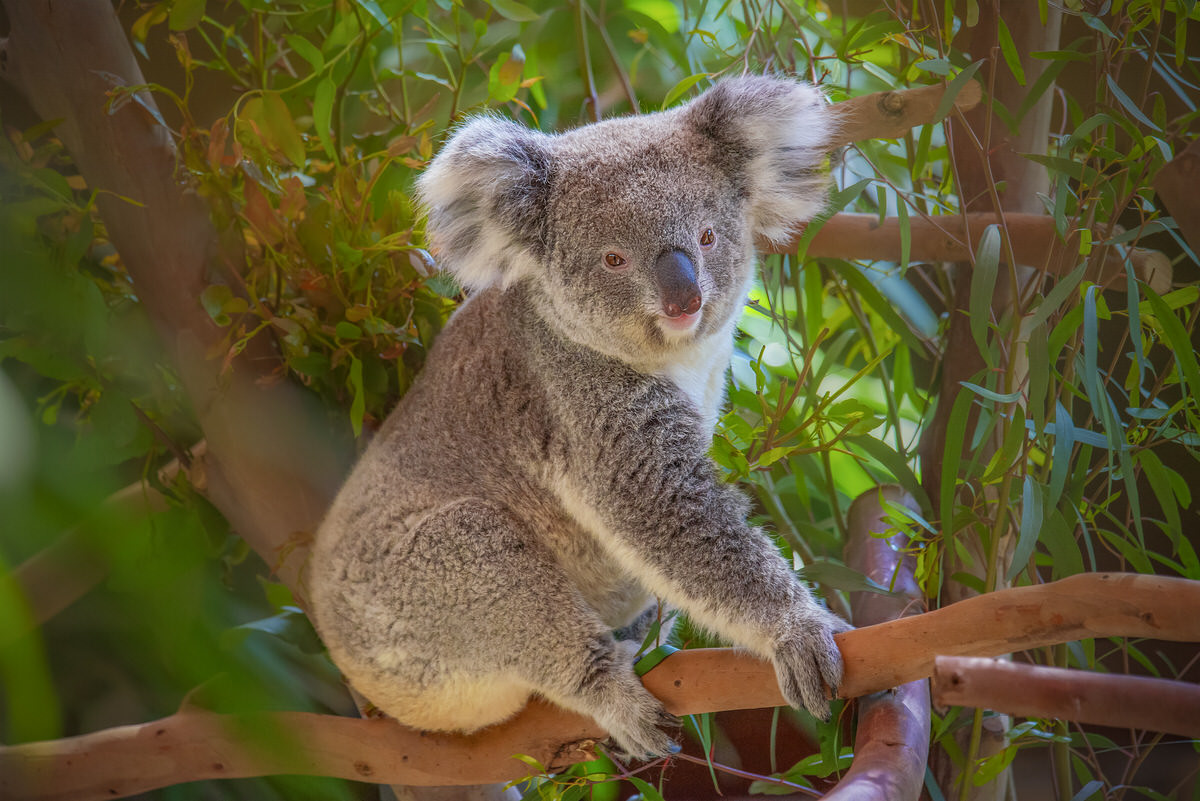
考拉
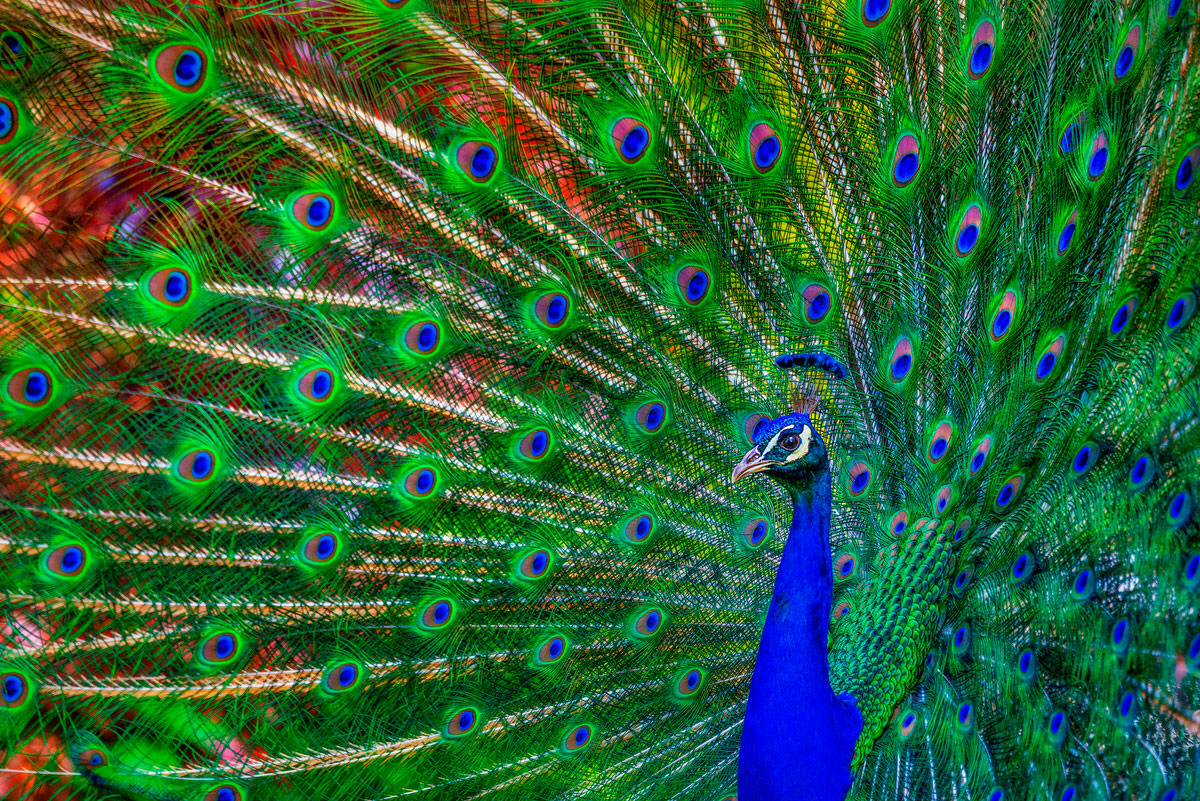
孔雀
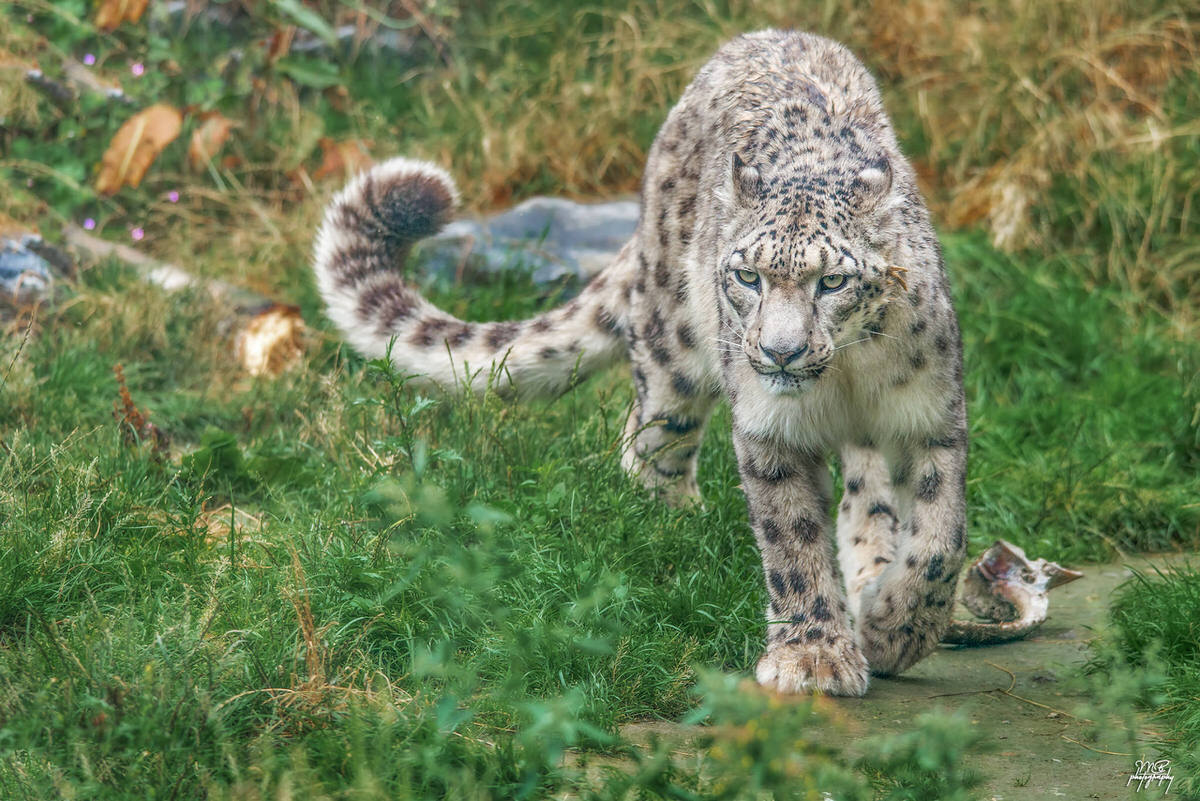
雪豹
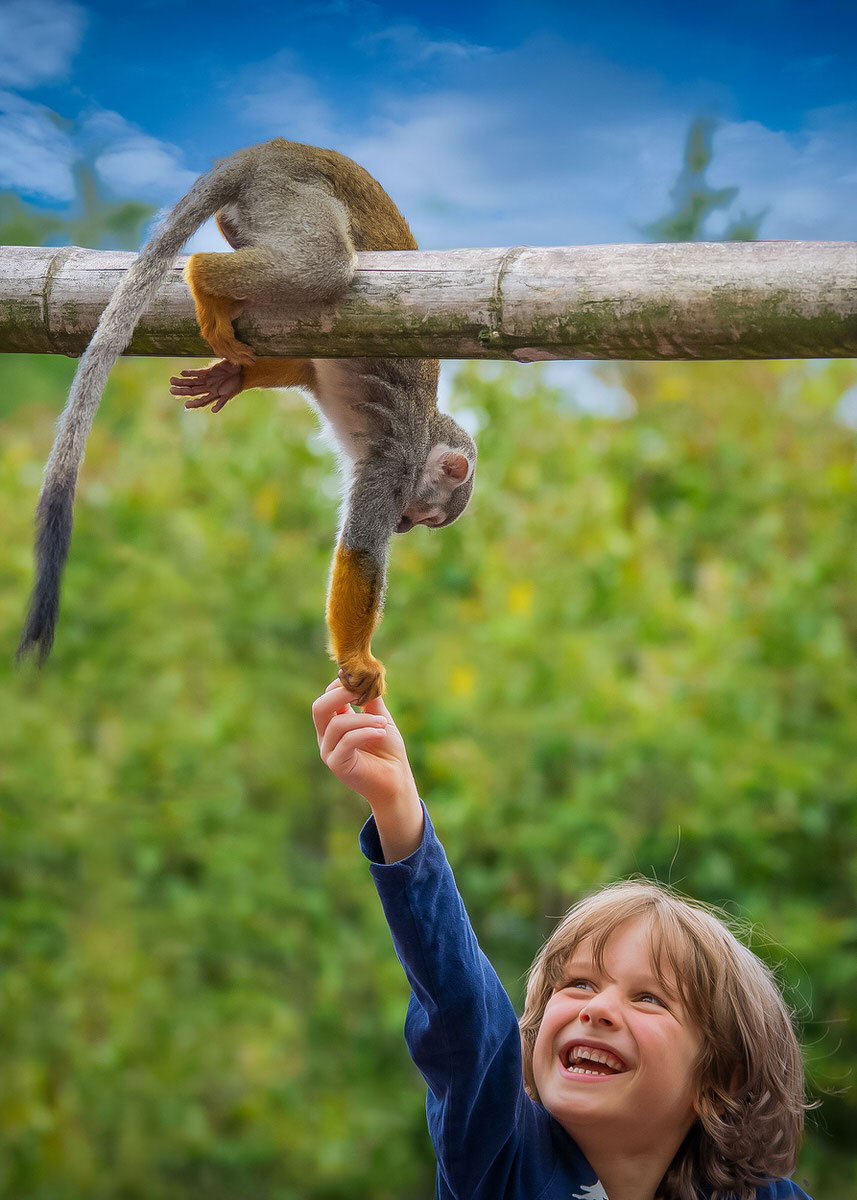
松鼠猴

## 其他景点
一列使用历史蒸汽機車的窄軌客运列车环绕动物园的大部分区域。游客可另付费用乘坐该列车，从高处可俯瞰多个围栏及动物，包括亚洲象、河马和美洲野牛。